# ادواردو سبامپاتو
ادواردو سبامپاتو (انگلیسی: Edoardo Sbampato؛ زادهٔ ۵ فوریهٔ ۱۹۹۸) بازیکن فوتبال است.
از باشگاه‌هایی که در آن بازی کرده‌است می‌توان به باشگاه فوتبال کیه‌وو ورونا و باشگاه فوتبال آلساندریا اشاره کرد.